# Inger Karén
Inger Karén von Zarembskij (* 4. August 1908 in Berlin; † 9. Oktober 1972 in Dresden) war eine dänisch-deutsche Opernsängerin (Alt).

## Leben
Karén war die Tochter des dänischen Gesangspädagogen und Komponisten Jens Federhof-Møller und der Konzertsopranistin Fanny Gerich.
Nach ihrer Ausbildung durch ihre Mutter begann ihre Bühnenkarriere 1928 am Landestheater von Neustrelitz. Sie war danach in Coburg, Darmstadt und Frankfurt am Main (1934–1935) tätig.
Ab 1935 war sie als Erste Altistin an der Staatsoper Dresden beschäftigt. Sie sang dort ununterbrochen bis 1963. In dieser Zeit studierte sie über 60 Rollen ein. Im Jahr 1935 wurde Karén zur „Sächsischen Kammersängerin“ ernannt. Sie half 1945 beim Wiederaufbau des sächsischen Musiklebens.
Der Trauergottesdienst war im Oktober 1972 in der Russisch-Orthodoxen Kirche in Dresden, musikalisch mitgestaltet von ihrem ehemaligen Kollegen Kammersänger Manfred Huebner. Ihre letzte Ruhestätte fand Inger Karén dann auf dem Russisch-Orthodoxen Friedhof zu Berlin-Tegel an der Seite ihres Ehemannes. In Dresden erinnert die Inger-Karén-Straße an sie.
Ihr Nachlass wird in der Sächsischen Landesbibliothek – Staats- und Universitätsbibliothek Dresden aufbewahrt und umfasst  unter anderem knapp 600 Briefe aus dem Zeitraum 1946–1971, Glückwünsche und Fotos (1930–1968), Konzertprogramme und Kritiken.